# Captain Nova
Captain Nova ist ein Science-Fiction-Film von Maurice Trouwborst, der im Oktober 2021 beim Cinekid Film Festival seine Premiere feierte und am 1. Dezember 2021 in die niederländischen Kinos kam.

## Handlung
Im Jahr 2050 ist die Erde zu einem trockenen und trostlosen Ort geworden. Die Kampfpilotin Nova erhält den Befehl, in die Vergangenheit zu reisen, um die verheerende Umweltkatastrophe zu verhindern, die die Welt so werden ließ. Einen Nebeneffekt hat allerdings niemand vorhergesehen, denn die Reise durch die Zeit lässt Nova wieder jung werden, und so stürzt sie als 12-Jährige im Jahr 2025 ab. Als Mädchen wird sie von niemandem ernst genommen. Nur der Teenager Nas glaubt ihr und versucht, sie vor dem Geheimdienst zu verstecken.

## Produktion
„Ich wollte die Zukunft zeigen, zeigen, dass diese Klimawarnungen kein Quatsch sind.“

Regie führte Maurice Trouwborst. Er, der sich selbst auf Kinder- und Jugendfilme spezialisiert hat, sei auf die Idee für die Geschichte gekommen, weil er das Klima als ein dringliches Thema sieht, das junge Leute interessiert. Der Film solle vermitteln, dass die Warnungen vor dem Klimawandel kein Quatsch sind. Mit dieser Idee trat er an Lotte Tabbers heran, die, wie bereits für Trouwborsts Regiedebüt Dames 4, das Drehbuch schrieb.
Anniek Pheifer spielt in der Titelrolle die Kampfpilotin Nova. Als 12-Jährige wird sie von Kika van de Vijver gespielt.
Die Dreharbeiten fanden in den Niederlanden statt. Dem im Film zu sehenden Industriekomplex am Nordpol diente das alte Kraftwerk Hemweg als Kulisse.
Die Premiere erfolgte am 13. Oktober 2021 beim Cinekid Film Festival, wo Captain Nova als Eröffnungsfilm gezeigt wurde. Der Kinostart in den Niederlanden war am 1. Dezember 2021. Am 1. April 2022 wurde er weltweit in das Programm von Netflix aufgenommen. Ende Mai, Anfang Juni 2022 wurde er beim Kinder- und Jugendfilmfestival in Zlín gezeigt. Im August 2022 wurde er beim norwegischen Filmfestival in Haugesund vorgestellt. Im Oktober 2022 wurde er beim Schlingel Film Festival gezeigt.

## Auszeichnungen
Cinekid 2021
- Auszeichnung als Bester Kinderfilm (Maurice Trouwborst)
- Auszeichnung mit dem Publikumspreis als Bester Kinderfilm
- Auszeichnung als Bester niederländischer Kinderfilm (Maurice Trouwborst)[8][9]

## Synchronisation
Die deutsche Synchronisation entstand nach einem Dialogbuch von Claudia Sander und der Dialogregie von Kathrin Neusser im Auftrag der Eclair Studios Germany GmbH, Berlin.
| Darsteller           | Synchronsprecher   | Rolle                  |
| -------------------- | ------------------ | ---------------------- |
| Kika van de Vijver   | Valentina Bonalana | Nova (jung)            |
| Sander van de Pavert | Dirk Petrick       | ADD                    |
| Ergun Simsek         | Lutz Schnell       | Altan Aslan            |
| Hannah van Lunteren  | Mareile Moeller    | Claire                 |
| Joep Vermolen        | Maximilian Artajo  | Koen                   |
| Ricky Koole          | Magdalena Helmig   | Marjan                 |
| Marouane Meftah      | Oliver Szerkus     | Nas                    |
| Anniek Pheifer       | Isabelle Schmidt   | Nova (älter)           |
| Harry van Rijthoven  | Hanns Krumpholz    | Simon Valk jr. (älter) |
| Robbert Bleij        | Jan Makino         | Simon Valk jr. (jung)  |
| Yannick Jozefzoon    | Karim El Kammouchi | Timo                   |
| Pierre Bokma         | Axel Lutter        | Valk Senior            |